# Скай-Сити 1000
Небе́сный го́род 1000 (англ. Sky City 1000; прежнее название — «Tokyo’s Sky City») — проект одного из самых высоких зданий в мире.

## Технические данные
Японская компания «Mori» в 1989 году представила миру разработанный в 1988 году проект 1000-метрового небоскрёба-города в 196 этажей под названием «Tokyo’s Sky City». В нём предусмотрено место для жилья 35 000 людей, и еще 100 000 могли бы здесь работать. А для того, чтобы превратить небоскрёб в полноценный город, в нём планируется большое количество магазинов, зелёных зон, спортивных площадок и залов.
Основой здания послужат 6 гигантских колонн, между которыми на расстоянии друг от друга разместятся 14 секторов-платформ размером со стадион. Платформа-фундамент будет иметь размеры 400 на 400 метров, а самая верхняя сузится в диаметре до 160 м. На каждую колонну понадобится 200 000 тонн стали, что обойдётся в 250 млн долларов. Кроме этих колонн, не будет другой (к примеру, внутренней) поддержки конструкции — она будет держаться по принципу скелета. Общий вес строения составит 5,5 миллионов тонн, что сравнимо с суммарным весом всего населения Японии.
Общая площадь строения должна составить 800 гектаров, 240 из которых займут парки и дороги.
Компания «Mori» планирует заселять жителей по ходу строительства. Как только одна платформа будет готова, и рабочие приступят к созданию следующей, жильцы смогут занять свои квартиры.

## Причины создания
В отличие от других подобных проектов[каких?] создания сверхвысоких зданий, «Tokyo’s Sky City» не был создан для рекламы инженерной компании. Главная причина заключается в желании освободить территорию перенаселённого Токио, в котором сегодня проживают более 12 миллионов человек. По мнению инженеров компании «Mori» и независимых экспертов, рост домов ввысь и превращение их в полноценные автономные ячейки-города поможет кардинально побороть постоянные пробки и тесно прижатые друг к другу дома, что сэкономит жителям города огромное количество времени: ежедневно их большинство проводит в дороге на работу и с работы от 2 до 4 часов, что за всю жизнь суммируется в 6 лет. По проекту инженеров, в будущем можно будет соединять в кластеры несколько стоящих рядом «Небесных городов».

## Прецедент
Воплощение проекта в жизнь не так далеко от реальности еще по одной причине: несколько лет назад в 2003 году «Mori» уже создала первый небоскрёб-город «Холмы Роппонги», в котором ныне обитает 2 тысячи человек. Однако, этот проект, судя по его характеристикам, — более серьёзный и масштабный.

## Безопасность
В проекте уделено много внимания безопасности жизнедеятельности, и не только по причине частых землетрясений, так как пожары и сильный ветер могут стать фатальными для обитателей небоскрёба.

### Сейсмическая и природная активность
В институте Такинака ученые использовали ряд разработок и тестов, создав идеальный фундамент для «Sky City 1000». Ранее его укрепляли, закапывая глубоко под землю, но, учитывая особенности грунтов Токио, подвал Небесного города пришлось бы сделать в два раза длиннее его высоты над землёй. Поэтому было придумано углубить в поверхность большое количество глубоких труб и залить их бетоном, что создаст неподвижную основу для здания.
Ветер также опасен для конструкции, ведь даже легкий бриз, как показали испытания на моделях, качал бы 1000-метровое здание. Исходя из этого, во-первых, было решено округлить контур сооружения, и, во-вторых, сделать свободное место между платформами, чтобы ветер встречал меньше сопротивления. Использование стандартного маятникового противовеса в центре здания, который бы гасил качание, было невозможно, так как, учитывая вес конструкции, его масса составила бы 27 тысяч тонн. Так что инженеры решили использовать специальный гидравлический двигатель для контроля над противовесом, что позволило уменьшить его вес во много десятков раз. Между этажами планируется сделать вставки из специальной резины, которая бы снизила деформацию конструкции во время тайфунов.

### Пожары
Дно и стенки каждой из 14 платформ должны быть изготовлены из огнеупорных материалов. Также каждый блок-платформа должен состоять из 6 отдельных секторов, между которыми пожар не сможет распространяться. В случае открытого пожара с огнём будут бороться особые вертолёты с дальнобойным брандспойтом и баком на 1000 литров воды, способные заправлять его где угодно — из бассейна и других мест.

## Инновации в реализации проекта
Инженерные и идейные инновации проекта:
- особая, скелетоподобная конструкция здания;
- трёхпалубные лифты с автономным двигателем, развивающие скорость более 90 км/ч[источник не указан 5340 дней], и монорельсовая дорога обеспечат пропускную способность в 100 000 человек во время часов пик;
- использование уникальных роботов-строителей «Большая Крона» — самоподъёмной строительной платформы с 4 гидродомкратами, которые постепенно поднимают её по мере строительства здания. Также будут использованы гигантские компьютеризированные лифты-краны, считывающие специальный штрих-код на блоках и самостоятельно монтирующие их на нужное место согласно чертежам[источник не указан 5340 дней].

## Транспортировка
Предлагается три способа перемещения по небоскрёбу. Первый способ — поездка на высокоскоростном лифте, рассчитанном на 70 человек, который сможет перемещаться и вертикально и горизонтально. Также будут поезда, перевозящие пассажиров от основания небоскрёба к его вершине. Третий способ — «воздушные вагоны» (англ. Air Wagons).

## Сложности в реализации проекта
Он будет в три раза выше самого высокого здания Японии[каким?] и весить, как всё население страны, вместе взятое, что, в свою очередь, предусматривает некоторые сложности. К примеру, колонны будут собираться из массивных сваренных между собой стальных плит. Причем всю сталь для создания 6 опор можно потратить на постройку 36 авианосцев (в американском флоте их в три раза меньше), а для производства такого огромного количества материала среднему сталелитейному предприятию понадобится 12 лет. Для ускорения процесса предполагаются поставки с заводов по всему миру. Кроме того, один полностью роботизированный завод планируется построить прямо возле стройплощадки.
Хотя проект рассматривается более серьёзно, чем многие из его альтернатив, его всё равно относят к таким сложнореализуемым в ближайшем будущем строениям, как, например, «X-Seed 4000». Однако, представители компании утверждают, что воплотят задуманное в жизнь уже в течение 20 лет.